# Red Canyon
A Red Canyon (Vörös kanyon) a Bryce Canyon Nemzeti Park és a Zion Nemzeti Park között fekszik az Amerikai Egyesült Államok Utah államában. A Red Canyon csupán 9 mérföldre fekszik a Bryce Canyontól, faunájuk hasonló. Területe erdős, melyből 60 millió éves látványos sötétvörös sziklatornyok (tündérkémények) és egyéb alakzatok emelkednek ki.
A Red Canyon erdős terület, kiterjedése 14 000 km². A Red Canyon a Forest Service-hez (Dixie National Forest) tartozik, és nem a National Park Systemhez. Belépési díj nincs, lehet túrázni, campingezni, kerékpározni.

## Állatvilág
Mókusfélék, öszvér szarvas, kis észak-amerikai hiúz, vadmacska, róka, héja, jávorantilop, préri kutya, és néhány pár sas.

## Legendák
Az a mendemonda él, hogy ezen a területen nőtt fel Butch Cassidy, a híres, hirhedt vadnyugati vonat-, és bankrabló. Rablásai után itt bújt meg, a sziklás barlangokban. Végül menekülnie kellett, és Argentinában, vagy Boliviában érte utol a halál, természetesen egy lövöldözés során.